# Máquina de sumar de Leonardo Da Vinci

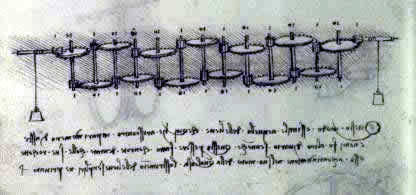
Dibujo de la máquina de sumar de Leonardo da Vinci (Códice Madrid).

La máquina de sumar de Leonardo Da Vinci fue una máquina mecánica de sumar inventada entre los años 1452-1519. Fue descubierta en 1967 por investigadores estadounidenses en la Biblioteca Nacional de Madrid en el Códice Madrid.
El dibujo de la máquina de sumar muestra una serie de engranajes con una relación de 10 a 1 que representan los dígitos.

## Relacionados
- La Pascalina

- Datos: Q11694793